# Marcus Schmieke
Marcus Schmieke (* 2. Januar 1966 in Oldenburg) ist ein deutscher Unternehmer und Autor von esoterischen Büchern.

## Leben
Marcus Schmieke wurde 1966 in Oldenburg geboren. Nach dem Abitur beschäftigte er sich nach eigenen Angaben vorwiegend mit Philosophie und Physik und begann ein Physikstudium in Hannover (später in Heidelberg). Er war 1994 Mitbegründer der Zeitschrift Tattva Viveka. In den 2000er Jahren gründete er die TimeWaver GmbH, die das gleichnamige Gerät seit 2007 vertreibt.
Das Gerät soll „das morphogentische Feld eines Patienten analysieren, in dem Informationen zu seiner Persönlichkeit, seiner Psyche und seines physiologischen Zustandes enthalten“ seien.
Schmieke ist Eigentümer des 1818 erbauten Kränzliner Schlosses. Er zog aus Berlin in das Schloss in Kränzlin, Brandenburg. Schmieke ist Gründer des Existential Consciousness Research Institute, in dessen Vorstand er ist. Er ist zudem Gründer der Veden Akademie e. V. (jetzt ConScience e.V.) und Mitbegründer des Instituts für Angewandte Bewusstseinsforschung (IACR). In letzterem versucht er „die Interaktion zwischen Materie und Bewusstsein“. Des Weiteren ist Schmieke Adjunct Faculty Member (Lehrbeauftragter) der 2002 gegründeten privaten Dev Sanskriti Vishwavidyalaya in Haridwar, Indien.

## Kritik
Dem von Schmieke vermarkteten TimeWaver-Gerät wird von Wissenschaftlern und Medizinern jegliche über einen Placebo-Effekt hinausgehende Wirkung abgesprochen. Es besteht wissenschaftlicher Konsens, dass zwischen der dem Gerät zugrundeliegenden Technologie und der Quantenphysik kein Zusammenhang besteht. 2019 brachte Schmieke den Healy heraus. Dabei handelt es sich um eine kleinere, kommerzielle Form des TimeWavers, die über Multi-Level Marketing vertrieben wird. Das Gerät wird in den sozialen Medien durch eine Vielzahl von Influencern angepriesen. Die Zielgruppe sind dabei insbesondere Frauen. Es gibt keinen Nachweis dafür, dass die Anwendung elektromagnetischer Frequenzen, wie sie von Healy abgegeben werden, auf den Körper bei der Behandlung oder Diagnose von Krankheiten hilft. Solche Behauptungen werden allgemein als pseudowissenschaftlich angesehen.

## Publikationen (Auswahl)
- Das Vastu-Praxisbuch. Silberschnur Verlag, 1999, ISBN 3-931652-77-7
- Die Kraft lebendiger Räume. AT-Verlag, 2000, ISBN 3-85502-687-4

- Die zwölf Erfolgsgesetze des richtigen Wohnens. Windpferd, 2001, ISBN 3-893-85356-1 (eingeschränkte Vorschau in der Google-Buchsuche).

- Dein kosmischer Bodyguard. Windpferd Verlag, 2002, ISBN 3-89385-378-2

- Vedische Astrologie in sieben Tagen. BASTEI LÜBBE, 2002, ISBN 3-893-85385-5 (eingeschränkte Vorschau in der Google-Buchsuche).

- Vastu für Einsteiger. Nietsch Verlag, 2003, ISBN 3-934647-54-5
- Das große Praxisbuch der Mantras. Hans-Nietsch-Verlag, 2007, ISBN 978-3-939570-01-1
- Grundzüge einer transklassischen Naturwissenschaft unter Berücksichtigung der vedischen Elementlehre. In: Kotzmann: Technologische Kultur. Kulturphilosophische Aspekte im Werk Gotthard Günthers. Profil Verlag, ISBN 978-3-89019-448-6
- Naturwissenschaft und Bewusstsein. Synergia-Verlag und -Mediengruppe, 2006, ISBN 3-981-08942-1 (eingeschränkte Vorschau in der Google-Buchsuche).
- Das  Lebensfeld: Naturwissenschaftliche Grundlagen einer spirituellen Auffassung des Lebens. SYNERGIA-Verlag, 2015, ISBN 978-3-939272-51-9
- Der zweite Weg. Neomedica, 2014, ISBN 3-950-35351-8 (eingeschränkte Vorschau in der Google-Buchsuche).
- Den inneren Weg gehen: Was vor der Erleuchtung noch zu tun ist. Neomedica, 2017, ISBN 978-3-9503535-3-2